# Especial 20 Anos
Especial 20 Anos é um álbum ao vivo dos cantores e compositores brasileiros Davi Sacer e Verônica Sacer, lançado em setembro de 2023 com distribuição da gravadora Todah Music. Com produção musical e arranjos de Ronald Fonseca, o projeto visou regravar músicas da carreira solo de Sacer e faixas do casal quando fizeram parte do grupo Trazendo a Arca.
Além de ser o primeiro trabalho creditado a Verônica Sacer desde Devo Segui-Lo, o álbum Especial 20 Anos se destacou pelas participações de dois integrantes do Trazendo a Arca em todas as faixas: o baterista André Mattos e o baixista Deco Rodrigues, além do ex-tecladista Fonseca.

## Antecedentes
Comemorar canções de sucesso foi um costume comum na discografia de Davi Sacer. Ao deixar o Trazendo a Arca em 2010 para seguir apenas sua carreira solo, o cantor apresentou o projeto No Caminho do Milagre (2011), que trouxe músicas de sua ex-banda. O mesmo passo foi repetido em 15 Anos (2019), desta vez com o tecladista Ronald Fonseca, ex-Trazendo a Arca, na produção musical. Ronald ainda se fez presente na reunião de Sacer com o Trazendo a Arca que gerou o projeto O Encontro (2020), gravado durante a pandemia de COVID-19 no Brasil. No entanto, músicas exclusivas de sua carreira solo geralmente não fizeram parte desses trabalhos.
Após uma década como artista da Som Livre, Davi Sacer assinou com a Todah Music em 2022, e começou a apresentar músicas inéditas como "Foi Deus" e "Deus Faz Milagre". Por outro lado, também regravou "Lembra Senhor".

## Gravação
O álbum foi gravado em 2023 ao vivo, com uma banda formada por Ronald Fonseca (teclado), André Cavalcante (guitarra), Deco Rodrigues (baixo) e André Mattos (bateria). O repertório trouxe, em maior parte, músicas do Trazendo a Arca que nunca tinham sido regravadas pelo cantor, como "Bendito eu Serei", "Sacia-Me" e "Sete Vezes Mais". No entanto, Sacer também contemplou músicas de sua carreira solo, como "Minh'alma Te Deseja" e "Te Amo Jesus". Davi e Verônica também regravaram "Cume do Monte", de David Cerqueira, e apresentaram a inédita "Coração Disposto".[carece de fontes?]
Sobre a escolha do repertório e a gravação, Sacer disse:
Então, muitas, talvez a grande maioria, eu esteja regravando pela primeira vez. Ali no estúdio, com a Veronica ao meu lado, com um coral lindo, com o Ronald, o André Mattos e Deco ali conosco, era como reviver um momento muito marcante em nossa vida, que foi na época do Ministério Apascentar.

## Lançamento
Todas as canções de Especial 20 Anos foram lançadas como singles ao longo do primeiro semestre de 2023. A edição completa, como álbum, foi liberada nas plataformas digitais em 6 de setembro de 2023.

## Faixas
A seguir lista-se as faixas, compositores e durações de cada canção de Especial 20 Anos, segundo o encarte do disco.
| N.º            | Título                | Compositor(es)                            | Álbum original                                       | Duração |  |
| 1.             | "Cume do Monte"       | David Cerqueira Marcell Compan Davi Sacer | Cume do Monte (2006)                                 | 5:15    |  |
| 2.             | "Sete Vezes Mais"     | Sacer Luiz Arcanjo                        | Restituição (2003)                                   | 5:48    |  |
| 3.             | "Invoca-Me"           | Ronald Fonseca Arcanjo Kleber Lucas       | Pra Tocar no Manto (2009)                            | 5:56    |  |
| 4.             | "Coração Disposto"    | Sacer Fonseca                             | Inédita                                              | 7:16    |  |
| 5.             | "Te Amo Jesus"        | Sacer                                     | Confio em Ti (2010)                                  | 5:50    |  |
| 6.             | "Faz Chover"          | Michael Farron Cerqueira Arcanjo Sacer    | Toque no Altar (2003)                                | 5:41    |  |
| 7.             | "Maior Tesouro"       | Sacer                                     | Para Chamar Tua Atenção (2005) / Confio em Ti (2010) | 5:14    |  |
| 8.             | "Bendito eu Serei"    | Davi Sacer Verônica Sacer Fonseca         | Deus de Promessas (2005)                             | 6:26    |  |
| 9.             | "Minh'alma Te Deseja" | Sacer Fonseca                             | Deus não Falhará (2008)                              | 6:41    |  |
| 10.            | "Sacia-Me"            | Compan Cerqueira Sacer Arcanjo            | Toque no Altar (2003)                                | 6:57    |  |
| 11.            | "Bendito Serás"       | Sacer Arcanjo Deco Rodrigues              | Restituição (2003)                                   | 5:23    |  |
| 12.            | "Serás Sempre Deus"   | Arcanjo Rodrigues                         | Pra Tocar no Manto (2009)                            | 5:38    |  |
| Duração total: | Duração total:        | Duração total:                            | Duração total:                                       | 72:10   |  |

## Ficha técnica
A seguir estão listados os músicos e técnicos envolvidos na produção de Eletroacústico 20 Anos:
- Davi Sacer – vocais
- Verônica Sacer – vocais
- Ronald Fonseca – produção musical, arranjos e teclado e programação
- André Mattos – bateria
- Deco Rodrigues – baixo
- André Cavalcante – guitarra

Equipe técnica
- Caio Fernandes – direção de vídeo

Projeto gráfico
- Fábio Rickman – fotos e design